# روبن راند
روبن راند (بالإنجليزية: Robin Rand)‏ هو قائد عسكري أمريكي، ولد في 1957 في نيوفندلاند في كندا.